# Lixy Rodríguez
Lixy Rodríguez Zamora (Grecia, Costa Rica, 4 de noviembre de 1990) es una futbolista costarricense que juega en la posición de defensa.

## Trayectoria
Lixy Rodríguez es oriunda del pueblo de San Miguel de Grecia. Tuvo sus inicios en el fútbol allá por el año de 2009 cuando llegó a las reservas de UCEM Alajuela y rápidamente fue ascendida al primer equipo de la Primera División donde tuvo gran protagonismo.
Tuvo un paso por España con el C. D. Tacón, ahora equipo femenino del Real Madrid con quien logró el ascenso a la Primera División.
En 2019, luego de su paso por España refuerza a Alajuelense, con el cual consigue el torneo de Clausura y disputa la final de ese año, logrando el Campeonato Nacional.

## Selección nacional
Lixy cuenta con 50 partidos como internacional con la Selección femenina de Costa Rica y ha anotado dos goles. Además en 2015 disputó el Mundial Femenino en Canadá donde jugó los tres partidos de la fase de grupos ante España, Corea del Sur y Brasil.

### Participaciones en Mundiales
| Mundial                    | Sede   | Resultado    |
| -------------------------- | ------ | ------------ |
| Copa Mundial Femenina 2015 | Canadá | Primera fase |

## Clubes
| Equipo               | País       | Año       |
| -------------------- | ---------- | --------- |
| CODEA Alajuela       | Costa Rica | 2009-2015 |
| CD Santa Teresa      | España     | 2016-2017 |
| Deportivo Saprissa   | Costa Rica | 2017      |
| CODEA Alajuela       | Costa Rica | 2017-2018 |
| Club Deportivo TACON | España     | 2018-2019 |
| L.D Alajuelense      | Costa Rica | 2019-2022 |
| Club León            | México     | 2022-2023 |

## Palmarés

### Títulos nacionales
| Título                         | Equipo          | País       | Año  |
| ------------------------------ | --------------- | ---------- | ---- |
| Segunda División de España     | CD Tacón        | España     | 2019 |
| Primera División de Costa Rica | L.D Alajuelense | Costa Rica | 2019 |
| Primera División de Costa Rica | L.D Alajuelense | Costa Rica | 2021 |
| Primera División de Costa Rica | L.D Alajuelense | Costa Rica | 2021 |

### Títulos internacionales
| Título                  | Equipo                  | Sede       | Año  |
| ----------------------- | ----------------------- | ---------- | ---- |
| Juegos Centroamericanos | Selección de Costa Rica | Costa Rica | 2013 |